# Pyrrosia samarensis
Pyrrosia samarensis är en stensöteväxtart som först beskrevs av Georg Heinrich Mettenius, och fick sitt nu gällande namn av Ren-Chang Ching. Pyrrosia samarensis ingår i släktet Pyrrosia och familjen Polypodiaceae. Inga underarter finns listade.